# Християнські погляди на розлучення
Християнські погляди на розлучення знаходять своє підґрунтя як у біблійних джерелах, так і в текстах Отців ранньої Християнської Церкви, які були одностайні у вченні щодо цього питання.
Відповідно до синоптичних Євангелій, Ісус наголошував на довговічності шлюбу (див. Марка 10 у віршах з 1 по 12, Матвія 19; Луки 16:18), а також на його цілісності. У Євангелії від Марка Ісус говорить: «Кожен, хто розведеться з дружиною своєю та одружиться з іншою, чинить перелюб проти неї. І коли жінка розлучиться з чоловіком своїм і вийде заміж за іншого, чинить перелюб». Євангеліє від Луки додає, що ті, хто одружується з розлученими особами, також вчиняють перелюб, як записано в Луки 16;18. У 1 Коринтян 6:9–10 стверджується, що перелюбники «не успадкують Царства Божого». Єдиною законною підставою для розлучення, доступною для невинного подружжя, є блуд або перелюб з боку винного подружжя, як записано в Матвія 19:9. Проте, «Пастир Герми», ранньохристиянська робота на цю тему, навчає, що хоча блуд є єдиною причиною дозволеного розлучення, повторний шлюб з іншою особою заборонений, щоб дозволити покаяння та примирення чоловіка та дружини (тих, хто відмовляється пробачити і прийняти свого подружжя винні в тяжкому гріху). Це християнське вчення повторюється в 1 Коринтянам 7:10–11, де забороняється розлучення та стверджується, що ті подружжя, які покинули свого чоловіка/дружину, повинні повернути свого партнера; якщо це абсолютно неможливо, чоловік і дружина повинні залишатися доброчесними.
Як в Євангелії від Матвія, так і в Євангелії від Марка Ісус згадує та цитує Буття 1:27 («чоловіком і жінкою створив їх») і Буття 2:24 («чи покине чоловік батька й матір та й пристане своїй жінці, і стануть двоє одним тілом»). Апостол Павло погоджувався, але додав виняток, який тлумачиться згідно з римо-католицизмом як привілей Павла; це тлумачення слів Павла вчить, що у випадку нехристиянської пари (жодна зі сторін ніколи не приймала таїнство хрещення), де одна зі сторін навертається в християнство і приймає таїнство хрещення, цій стороні дозволяється укласти Християнський шлюб тоді та тільки тоді, коли нехристиянське подружжя розлучається.
Католицька церква не забороняє цивільне розлучення; однак католик не може одружуватися повторно після цивільного розлучення, якщо він не отримав анулювання (висновок, що шлюб не був канонічно дійсним) за вузького кола обставин. Східна Православна Церква дозволяє розлучення та повторний шлюб у церкві за певних обставин, хоча її правила, як правило, більш обмежувальні, ніж правила цивільного розлучення в більшості країн. Більшість протестантських церков не заохочують розлучення, хоча спосіб розлучення залежить від конфесії; наприклад, Об'єднана церква Христа дозволяє розлучення та допускає можливість повторного шлюбу, тоді як деномінації, такі як Менонітське християнське товариство та Євангельсько-методистська церковна конференція, забороняють розлучення, за винятком випадків блуду, і не дозволяють повторний шлюб розлучених осіб.
Стосовно християнських держав, християнські імператори Костянтин і Феодосій обмежували підстави для розлучення поважними причинами, але це було послаблено Юстиніаном у VI столітті. Після падіння імперії сімейне життя регулювалося більше церковною владою, ніж цивільною.

## Римо-католицька церква
Хоча шлюб ще не був догматично визначеним таїнством, до дев'ятого чи десятого сторіччя рівень розлучень значно знизився під впливом Римсько-католицької церкви, яка вважала шлюб встановленим Богом і Христом і нерозривним людською дією. Пізніше, починаючи з 1208 року, шлюб був догматично визначений як таїнство. Тоді Папа Інокентій III вимагав від членів іншої релігійної течії визнати шлюб таїнством як умову для повернення в католицьку церкву. 1254 року католики звинуватили вальденсів у засудженні таїнства шлюбу, «стверджуючи, що одружені смертельно грішять, якщо збираються разом без надії на потомство». У 1439 році Флорентійський собор визначив шлюб як таїнство, зміцнюючи розвиток доктрини з попередніх дванадцяти століть і описав шлюб як «нерозривний», «оскільки він означає нерозривний союз Христа і церкви». Далі йде уривок: «Хоч розділення ліжка є законним через блуд, не є законним укладати інший шлюб, оскільки узи законного шлюбу є вічними».
Хоча розлучення, як відомо сьогодні, було загалом дозволено в Західній Європі після Х століття, розділення чоловіка та дружини та анулювання шлюбу також були добре відомі. Те, що сьогодні називають «юридичне розлучення» (або «законне розлучення»), було названо «divorce a mensa et thoro» («розлучення без проживання»). Чоловік і дружина були фізично розлучені, їм було заборонено жити або спільно проживати, але їхні шлюбні стосунки не припинилися повністю. Цивільні суди не мали повноважень щодо шлюбу чи розлучення.
Католицька церква історично виступала проти легалізації цивільного розлучення в католицьких країнах. Наприклад, коли республіканська Іспанія вперше легалізувала розлучення в Іспанії, Папа Пій XI писав: «нове іспанське законодавство зі згубним запровадженням розлучення наважується осквернити святиню сім'ї, тим самим насаджуючи, разом зі спробою розпаду вітчизняного суспільства, зародки найсумнішої руйнації громадянського добробуту».
Канонічне право не передбачає розлучення, але декларація про недійсність може бути надана, якщо буде надано доказ того, що були відсутні істотні умови для укладення дійсного шлюбу, тобто таїнство не відбулося через певну перешкоду. Підстави анулювання визначаються церковною владою і застосовуються в церковних судах. Анулювання було відоме як «divorce a vinculo matrimonii», або «розлучення від усіх уз шлюбу», через канонічні причини перешкоди, що існувала під час шлюбу. «Бо у випадках повного розлучення шлюб оголошується недійсним, оскільки був незаконним ab initio».
Церква вважає, що таїнство подружжя породжує одну особу з двох, нероздільних одна від одної: «Святе Письмо стверджує, що чоловік і жінка створені одне для одного: „Не добре бути чоловікові самому“. Жінка, „плоть від його плоті“, рівна йому, ближча йому в усьому, дана йому як „помічниця“; таким чином вона представляє Бога, від якого приходить наша допомога мати, і пристане до своєї жінки, і стануть вони одним тілом». Сам Господь показує що це означає непорушний союз їхніх двох життів, нагадуючи, яким був план Творця «на початку»: «Так вони вже не двоє, але одне тіло»". Оскільки чоловік і після одруження дружина стала однією особою, ця єдність може вважатися недійсною, лише якщо сторони спочатку неправильно уклали шлюб, і в такому випадку шлюб не існує.
У 2016 році Папа Франциск опублікував Amoris laetitia, що стосується прийняття Святого Причастя розлученими та повторно одруженими, які живуть разом «більш уксорально». Проте внаслідок цього апостольського повчання Римо-Католицьке канонічне право не було змінено.

## Східна православна церква
Східна Православна Церква дійсно визнає, що є випадки, коли пари повинні розлучитися, і дозволяє повторний шлюб у Церкві, хоча її правила розлучення суворіші, ніж цивільне розлучення в більшості країн. Для східних православних шлюб є «нерозривним», оскільки він не повинен бути розірваний, порушення такого союзу, сприймається як святість, є злочином або внаслідок подружньої зради, або через тривалу відсутність одного з партнерів. Отже, дозвіл на повторний шлюб є актом співчуття Церкви до грішної людини. Дуже низький рівень розлучень серед православних християн у Греції може свідчити про те, що те ж саме можна сказати і про православних християн у США. Проте показники США непереконливі. Фактичний рівень розлучень, ймовірно, дещо вищий через цивільні розлучення без супроводу церковного розлучення. Розлученим особам зазвичай дозволяється повторно одружуватися, хоча їхній єпископ зазвичай накладає на них покаяння, і служби для другого шлюбу в цьому випадку є більше покаянними, ніж радісними. Православна церква традиційно заявляє, що «перший шлюб вона благословляє, другий укладає, третій терпить і четвертий забороняє». Овдовілому подружжю дозволяється повторно одружуватися без наслідків, і їхній другий шлюб вважається таким же благословенним, як і перший. Винятком із цього правила є священнослужителі та їхні дружини. Якщо одружений священик помре, очікується, що його вдова не вийде заміж повторно. Овдовілим священикам також не дозволяється одружуватися повторно, і вони часто потрапляють у монастирі.

## Орієнтальні православні церкви
Орієнтальні православні церкви суворіші, ніж Східна Православна Церква, щодо розлучення і займають проміжне положення між Римом і Константинополем, допускаючи це лише у випадку перелюбу. Ця позиція справедлива як для Сирійської православної церкви, так і для Вірменської апостольської церкви, Ефіопської православної церкви Тевахедо та Коптської православної церкви.

## Анабаптистські церкви
Деякі анабаптистські деномінації, такі як Південно-східна менонітська конференція, вчать про нерозривність шлюбу. У тому ж дусі про «гріховність повторного шлюбу після розлучення» навчає Менонітське християнське товариство. Біблійний Менонітський Альянс стверджує, що розлучені та повторно одружені люди живуть у перелюбі, а тому перебувають у «триваючому стані гріха, який можна по-справжньому пробачити лише тоді, коли розлучені та повторно одружені особи розлучаються».

## Лютеранські церкви
Мартін Лютер жалкував про розлучення і «вважав, що зрозуміло, як з обряду створення, так і з вчення Христа, що шлюб має тривати все життя». Він навчав, що невинна сторона в перелюбі та невинна сторона в дезертирстві були винятками, коли розлучення дозволялося на підставах Біблії. Стосовно невинної сторони в подружній зраді Лютер вважав, що «винна сторона розірвала шлюбні узи, щоб невинна могла діяти так, ніби її дружина померла, і вона була вільною знову одружитися». Стосовно невинної сторони, яка дезертирувала, Лютер навчав, що це було розширенням привілею Павла, оскільки «будь-який чоловік або дружина, які покинули дім, виявилися фактично невіруючими, якими б вони не були на ім'я, і тому до них слід ставитися як до таких».

## Англіканські церкви

Генріх VIII Король Англії відомий тим, що порвав із Римо-католицькою церквою частково заради того, щоб домогтися анулювання шлюбу.

### Рання історія
Розлучення з подальшим повторним шлюбом було незаконним у ранній сучасній Англії, ставши тяжким злочином 1604 року, класифікованим як двоєженство.
Під впливом церковного права та традицій в Англії до 1857 року не було загального цивільного закону про розлучення. Небагато цивільних розлучень, які мали місце в Англії та Уельсі до 1857 року, відбувалися згідно з парламентським актом і, таким чином, розлучалися лише з багатством, владою чи зв'язками, щоб забезпечити прийняття приватного законопроєкту. Законопроєкт про розлучення 1857 року запровадив законодавство про розлучення; це було пропущено через спротив більшості духовенства. Закон про шлюбні спори 1937 року вніс зміни до закону 1857 року, значно розширивши підстави для розірвання шлюбу з інших причин, ніж подружня зрада.

### Видатні англіканські погляди
Кілька англікан виступають проти розлучення та повторного шлюбу:
- Єлизавета I та архієпископ Паркер.[43]
- Едмунд Банні (бл. 1595 р.) священик із Йоркшира видає проповіді та трактати.[44]
- Джон Дав (бл. 1601) проповідник у Хресті Святого Павла.[45]
- Джон Хаусон (бл. 1602) віце-канцлер Оксфорда, 1602.[46]

Пуритани були англійським реформаторським рухом всередині Англіканської церкви, який прагнув усунути свій римо-католицький вплив і завершити реформацію. Вони в основному підтримували розірвання шлюбу, пропагуючи розлучення та повторний шлюб. До відомих пуритан, які лобіювали Англіканську церкву, належать:
- Джон Рейнольдс, видатний вчений часів правління королеви Єлизавети.[47]
- Вільям Вотлі, міністр Бенбері.[48]
- Джон Мільтон

### Сучасна англіканська спільнота
2002 року англіканська церква скасувала давню заборону на повторний шлюб розлучених людей до смерті подружжя за «виняткових обставин». Ось чому король Едуард VIII, який одружився з Волліс Сімпсон (розлученою з живим колишнім чоловіком) у 1936 році (тобто до 2002 року), не міг залишатися королем (і главою церкви Англії), поки Принц Чарльз Вельський (пізніше король Чарльз III) міг одружитися з Каміллою Паркер Боулз (розлученою з живим колишнім чоловіком) у 2005 році (тобто після 2002 року) і згодом стати королем і головою Церкви.
Сучасна англіканська церква Канади дозволяє розлучення та повторний шлюб.

## Реформатські церкви
Вестмінстерське сповідання віри, яке є другорядним стандартом пресвітеріанської церкви, дозволяє розлучення за певних обставин. У главі 24, розділі 5, стверджується, що шлюбний договір може бути розірваний у випадку подружньої зради або полишення, цитуючи Матвія 5.31 як доказ.
Реформатська церква в Америці стверджує, що «надає підтримку та допомогу під час подружнього стресу та під час важкого періоду відновлення після розлучення; і, наскільки це можливо, забезпечує успіх будь-якого повторного шлюбу, який має місце».

## Методистські церкви
Традиційні методистські погляди на розлучення були висловлені в Дисциплінарній книзі материнської церкви методизму, Методистської єпископальної церкви, а також в історичних творах методистських служителів, у тому числі Джеррі Майлза Гамфрі, який написав Слово попередження щодо розлучення та шлюбу. Доктрини та дисципліни Методистської Єпископальної Церкви (1884) навчають, що «Жодне розлучення, за винятком подружньої зради, не повинно розглядатися Церквою як законне; і жоден священик не повинен урочисто одружувати у будь-якому випадку, коли живе розлучена дружина або чоловік: але це правило не поширюється ні на невинну сторону розлучення через подружню зраду, ні на розлучених сторін, які прагнуть возз'єднатися у шлюбі». Сучасне навчання та церковна дисципліна щодо розлучення змінюється залежно від методистського зв'язку . Веслеянське методистське об'єднання «Аллегія» у своїй дисципліні 2014 року навчає:
Ми віримо, що єдиним законним шлюбом є поєднання одного чоловіка та однієї жінки (Бут. 2:24; Рим. 7:2; 1 Кор. 7:10; Еф. 5:22, 23). Ми засуджуємо зло розлучення і повторного шлюбу. Ми вважаємо перелюб єдиною біблійно виправданою підставою для розлучення; а сторона, винна в перелюбі, своїм вчинком позбавляється членства в Церкві. У випадку розлучення з іншої причини, жодній зі сторін не дозволяється одружуватися вдруге за життя іншої сторони; а порушення цього закону карається вигнанням з церкви (Матв. 5:32; Марка 10:11, 12). При виконанні цих принципів вина встановлюється відповідно до судових процедур, викладених у «Дисципліні».
Асоціація церков Еммануїла у своєму «Посібнику» 2002 року навчає:
Оскільки Слово Боже суворо забороняє повторний шлюб після розлучення (Марка 10:2-12), а також через страждання розлучених, стигму, що накладається на їхніх дітей, і руйнування домівок, жодній розлученій і повторно одруженій особі, яка продовжує жити в таких стосунках, не дозволяється належати до Об'єднання Церков «Еммануїл» або дочірньої церкви, а також брати будь-яку призначену участь у державному служінні.
Об'єднана методистська церква у своїй дисциплінарній книзі 2012 року зазначає:
Божий план - це довічне, вірне подружжя. Церква повинна бути на передньому краї дошлюбного, шлюбного та післяшлюбного консультування, щоб створювати та зберігати міцні шлюби. Однак, коли подружня пара відчужена і не може примиритися, навіть після ретельних роздумів і порад, розлучення є прикрою альтернативою посеред розбитого життя. Ми сумуємо через руйнівні емоційні, духовні та економічні наслідки розлучення для всіх його учасників, розуміючи, що жінки, а особливо діти, непропорційно страждають від такого тягаря. Як церква, ми стурбовані високим рівнем розлучень. Рекомендується використовувати методи медіації, щоб мінімізувати змагальний характер і пошук винних, які часто є частиною наших сучасних судових процесів, заохочуючи примирення там, де це можливо. Ми також підтримуємо зусилля урядів щодо реформування законів про розлучення та інших аспектів сімейного права з метою подолання негативних тенденцій, таких як високий рівень розлучень.

Хоча розлучення публічно заявляє про те, що шлюб більше не існує, інші зобов'язання, що випливають із шлюбу, залишаються, наприклад, виховання та підтримка дітей і розширені родинні зв'язки. Ми закликаємо до шанобливих переговорів при вирішенні питання про опіку над неповнолітніми дітьми і підтримуємо думку одного або обох батьків про те, щоб ця відповідальність не зводилася до фінансової підтримки, контролю або маніпуляцій і помсти. Добробут кожної дитини є найважливішим фактором.

Розлучення не перешкоджає новому шлюбу. Ми заохочуємо Церкву і суспільство до свідомого зобов'язання співчутливо служити тим, хто перебуває в процесі розлучення, а також членам розлучених і повторно одружених сімей у спільноті віри, де Божа благодать є спільною для всіх.
Для тих, хто був розлучений і повторно одружений до отримання нового народження, багато методистських зв'язків, наприклад Біблійне методистське об'єднання церков у своїй Книзі дисципліни 2018 року, навчає:
Ми усвідомлюємо, що в сучасному суспільстві багато людей розлучаються і одружуються знову, будучи ще не спасенними або непросвіченими вченням Святого Письма. Народжені згори, вони стають новими створіннями у Христі Ісусі; вони виправдовуються, освячуються і омиваються від провини своїх колишніх гріхів. Тому ми заохочуємо їх виховувати свої сім'ї так, щоб вони жили для Бога.

Тим, хто прийшов до Господа розлученим з інших причин, ніж перелюбство, але не одружився вдруге, ми рекомендуємо ретельно шукати Божої волі та пастирської поради щодо того, як діяти в цій справі.

## Баптистські церкви
Погляди баптистів відрізняються через їхню структуру управління, яка цінує місцеву автономію пастора та його прихожан.

### Особливі баптисти
Зокрема, баптист Джон Гілл (бл. 1697—1771) виступає за «нерозривні» шлюби, але розуміє дезертирство та подружню зраду як смерть подружжя.

### Погляди ХІХ-ХХ століття
Конвенція південних баптистів стверджує, що перешкода розлученню з пастирським керівництвом була домінуючою точкою зору протягом ХІХ-ХХ століття. Наприклад, 1964 року Комісія християнського життя Генеральної баптистської конвенції Техасу опублікувала брошуру під назвою «Християнин, церква та розлучення», яка не заохочувала розлучень і закликала розлучених тримати керівництво в церкві.
У 1960-х роках Фой Валентайн виступав за нерозривність шлюбу, стверджуючи: «Тільки в ексклюзивному союзі одного чоловіка та однієї жінки, об'єднаних як одне ціле на все життя… може бути повний і глибоко задовольняючий розвиток тіла, розуму та душі. Це Божий намір щодо шлюбу». Валентин також виступав проти повторного шлюбу, критикуючи його як „тандемну полігамію“.

### Поточні перегляди
Багато консервативних євангельських і протестантських церков, таких як деякі баптисти, рішуче виступають проти розлучення, вважаючи його гріхом, вказуючи на Малахії 2:16: „Бо Я ненавиджу розлучення, — говорить Ягве, Бог Ізраїлів, - і того, хто насильством покриває одежу свою!“ — говорить Ягве Війську. „Тому пильнуйте духа вашого, щоб не чинити підступно!“. Однак міжконфесійні шлюби розглядаються по-різному в Ездри 9–10 і 1 Коринтян 7 (привілей Павла).

## Церкви п'ятидесятників

### Святість п'ятидесятництва
Церква апостольської віри, деномінація святих п'ятидесятників, навчає, що шлюб — це „завітні стосунки, які встановлюють зв'язок між чоловіком і жінкою, який розривається лише тоді, коли смерть викликає неминуче розлучення“. Однак воно навчає, що незважаючи на всі зусилля християнина зберегти шлюб, „навіть якщо віруючого покинув і розлучив невірний чоловік, Святе Письмо не допускає повторного шлюбу, поки живий перший супутник“. Стосовно існуючого міжконфесійного шлюбу: „Коли віруючий одружений з невіруючою, спасенна особа не має права розлучатися з неспасеною“.

### П'ятидесятницька деномінація завершеної роботи
Асамблеї Бога, п'ятидесятницька деномінація завершеної роботи стверджує розлучення, але в певних випадках обмежує деяким розлученим приймати посаду старійшини, зазначаючи:
»З огляду на всі наявні біблійні докази, що стосуються проблем розлучення та повторного шлюбу в Ранній Церкві, Генеральна Рада Асамблей Бога прийняла тлумачення шосте вище: опис «одна жінка-чоловік» найкраще розуміти як стосування осіб у сексуально вірному, гетеросексуальному, моногамному шлюбі, де жоден з партнерів раніше не був розлучений (за винятком випадків, коли розлучення відбулося до навернення внаслідок сексуальної невірності попереднього подружжя або через залишення віруючого невіруючим)."

## Церква Ісуса Христа Святих Останніх Днів
Церква Ісуса Христа Святих Останніх Днів (церква LDS) офіційно не заохочує розлучення. Церква LDS заохочує своїх членів вирішувати подружні проблеми, перш ніж вони призведуть до анулювання або розлучення, але дозволяє обидві практики в обставинах невірності чи інших серйозних випадках. Розлучення сприймається як важка соціальна стигма, і церковна влада стверджує, що «святим останніх днів не потрібно розлучатися — є рішення для шлюбних проблем». Політика церкви LDS дозволяє членам Церкви вимагати цивільного розлучення незалежно від церковної влади, але скасування запечатування храму може бути здійснено лише за наявності спеціального дозволу від Першого Президентства Церкви.
Церква Святих Христових не заохочує розлучення в основному через теологію сім'ї. Ранні церковні лідери вчили, що сам Бог живе в сім'ї та з дружиною. Тім Б. Хітон, соціолог з Університету Бригама Янга, пояснює: «Ключовий принцип мормонської теології сім'ї полягає в тому, що за відповідних обставин сімейні стосунки збережуться на небесах».
Культура святих останніх днів робить надзвичайний наголос на успіху в сімейному житті, що призводить до великих очікувань успіху в шлюбі. Девід О. Маккей, колишній Президент Церкви, заявив, що «жоден інший успіх не може компенсувати невдачі вдома». Церковні видання часто публікують статті, які навчають членів Церкви щодо засобів покращення подружнього життя, і, у рідкісних випадках, беруть участь у політичному житті, коли вважають, що інститут шлюбу знаходиться під загрозою через запропоновану державну політику. Генеральні авторитети Церкви неодноразово застерігали від непостійного погляду на шлюб. «[Погляд на шлюб] як простий договір, який можна укласти за бажанням… і розірвати при першій же труднощі… є злом, яке заслуговує суворого засудження, особливо коли страждають діти». У 2007 році Даллін Г. Оукс, старший член Кворуму Дванадцятьох Апостолів і колишній суддя Верховного суду штату Юта, порадив членам церкви, що «послаблення концепції того, що шлюби є постійними та цінними, є далеко — досягнення наслідків».
Встановлено, що подружжя святих останніх днів (як із запечатуванням храму, так і без нього) мають дещо нижчий рівень розлучень порівняно з протестантами та католиками та значно нижчий порівняно з тими, хто не вказує на релігійні переваги. Нижче наведено діаграму, яка показує рівень розлучень серед різних релігій із даними, скопійованими з дослідження «Релігія та створення сім'ї», проведеного Тімом Б. Гітоном і Крістен Л. Ґудман.
| Стать   | Католики | Ліберальні протестанти | Консервативні протестанти | Святі останніх днів | Нерелігійні |
| ------- | -------- | ---------------------- | ------------------------- | ------------------- | ----------- |
| Чоловік | 19,8 %   | 24,4 %                 | 27,7 %                    | 14,3 %              | 39,2 %      |
| Жінка   | 23,1 %   | 30,8 %                 | 30,9 %                    | 18,8 %              | 44,7 %      |

Нижчий рівень розлучень серед святих останніх днів може бути наслідком міцної сімейної культури, труднощів у забезпеченні скасування запечатування та інших релігійних впливів. Аль Торнтон з Мічиганського університету коментує, що «з його унікальною теологією та спадщиною, що стосуються шлюбу, сім'ї та дітей, не має бути дивним виявити, що поведінка мормонів відрізняється від поведінки більшого суспільства». Деякі доктрини, які є унікальними для теології святих останніх днів, можуть допомогти пояснити нижчий рівень розлучень серед активних членів. Ці доктрини включають буквальне батьківство Бога-Батька, вічну природу сімей і вимогу успішного храмового шлюбу, щоб отримати спасіння. Для святих останніх днів розлучення є «дуже серйозною справою» як у соціальному, так і в релігійному плані.
Було показано, що різні чинники знижують кількість розлучень серед членів церкви, включно з церковною активністю. Хітон каже, що «загалом відвідування церкви пов'язане з нижчими показниками неодружених і розлучених [і] більшою ймовірністю повторного шлюбу після розлучення». Дослідження показують, що найважливішою статистичною змінною, яка впливає на рівень розірвання шлюбу святих останніх днів, є шлюб у храмі, причому деякі дослідження виявили, що шлюби поза храмом, укладені святими останніх днів, мають майже в п'ять разів більшу вірогідність результату у розлученні, ніж у храмових шлюбах.
В Енциклопедії мормонізму говориться, що «Церква розрізняє (1) цивільні шлюби, які є дійсними протягом „часу“ (до розлучення або смерті одного з подружжя), і (2) храмові шлюби, або запечатування, урочисто укладені власну церковну владу, яка є обов'язковою „на час і всю вічність“». Для того, щоб шлюб вважався вічно зобов'язуючим, він повинен бути укладений у храмі Святих Останніх Днів належним чином уповноваженими працівниками храму. Церковні лідери настійно заохочують укладати шлюб у храмі, оскільки ймовірність розірвання шлюбу святих останніх днів, укладеного в храмі, становить менше 7 %.
| Святі останніх днів   | жінки | Чоловіки |
| --------------------- | ----- | -------- |
| Вінчалися в Темплі    | 7 %   | 6 %      |
| Не одружений у Темплі | 33 %  | 28 %     |

Існує певна дискусія щодо достовірності цих цифр. Сама церква LDS зазначає, що «повідомляючи про свої висновки, два дослідники відзначили, що якби серед інших релігій існував певний показник релігійної прихильності, який можна порівняти з храмовим шлюбом, статистика для цих груп також могла б бути більш сприятливою». Точність цієї статистики також заперечується на тій підставі, що процес, необхідний для отримання храмової рекомендації, штучно обмежує досліджувану групу тими, хто вже має меншу ймовірність розлучення. Наприклад, храмова рекомендація вимагає від членів Церкви утримуватися від дошлюбних статевих стосунків, поведінки, пов'язаної з вищим рівнем розлучень. Ця статистика також не враховує пари, які уклали храмовий шлюб і згодом отримали цивільне розлучення, але не подали заяву про скасування храмового запечатування. Проте, численні дослідження показують сильний зв'язок у культурі святих останніх днів між шлюбом у храмі та нижчим рівнем розлучень, а також те, що серед членів Церкви «шлюб у храмі є найбільш стійким до розлучень».
Щоб отримати скасування запечатування храму, потрібен дозвіл від Першого Президентства. Заявники на розлучення повинні подати прохання про скасування запечатування через місцеву церковну владу, включаючи інформацію про пару та особисте звернення. Культурний вплив розлучення на подружжя LDS є значним. Церковні лідери заявили, що «кожне розлучення є результатом егоїзму з боку одного або обох» і що егоїзм є основною причиною подружнього стресу та розлучень. Розлучені святі останніх днів можуть повідомляти про почуття відчуженості від інших членів церкви, а деякі святі останніх днів можуть сприймати розлучення як «ознаку невдачі».

## Повторний шлюб розлучених

### Повторний шлюб як перелюб

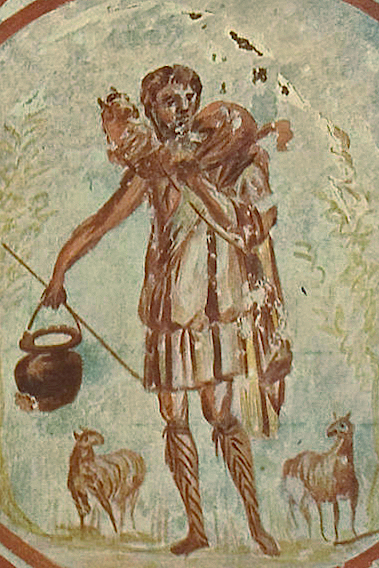
Пастир Герми, III століття, Римські катакомби.

Кілька людей протягом історії дотримувалися позиції, що розлучені особи, які прагнуть одружитися з новою стороною, поки їхній перший чоловік залишається живим, є перелюбом.
Пастир Герми (прибл. 140) заявив:
Коли ж хто відпустить свою жінку та й одружиться з іншою, той чинить перелюб. А я сказав йому: «А якщо жінка, яку відпустили, розкається і захоче повернутися до свого чоловіка, чи не прийме її чоловік її назад?» Він же відказав мені: «Звичайно. Якщо чоловік не прийме її назад, то згрішить і великий гріх на себе візьме, бо він повинен прийняти грішницю, що покаялася».
Афінагор Афінський не рекомендує одружуватися навіть після смерті:
[...] людина повинна або залишатися такою, якою народилася, або задовольнятися одним шлюбом, бо другий шлюб - це лише уявний перелюб. «Бо хто відпускає свою жінку, - каже Він, - і одружується з іншою, той чинить перелюб»; Мт. 19:9, не дозволяючи чоловікові відпускати жінку, дівство якої він перервав, і одружуватися з нею вдруге. Бо хто позбавляє себе своєї першої дружини, хоч би вона й померла, той перелюбник, замаскований перелюбник, що чинить опір Божій руці, бо на початку Бог створив одного чоловіка й одну жінку, і розірвав найсуворіший союз плоті з плоттю, створений для статевого життя роду.
Ієронім стверджував, що «якщо, поки живий її чоловік, вона буде одружена з іншим чоловіком, вона буде називатися перелюбницею». Однак Джером також заявив, що:
[...] якщо ваша сестра, яку, як вона каже, примусили до другого шлюбу, бажає прийняти Тіло Христове і не вважатися перелюбницею, нехай принесе покаяння; принаймні, з того часу, як вона почне каятися, щоб не мати більше зносин з тим другим чоловіком, якого слід називати не чоловіком, а перелюбником.
Аврелій Августин:
Отже, Господь наш, щоб підтвердити цей принцип, що дружину не можна легко відпускати, зробив єдиний виняток для блуду, але наказує, щоб усі інші прикрощі, якщо такі трапляться, зносити з мужністю заради подружньої вірності і заради цнотливості; і він також називає перелюбником того чоловіка, який одружиться з розлученою чоловіком. І апостол Павло показує межу цього стану речей, бо каже, що його слід дотримуватися, поки живий її чоловік, а по смерті чоловіка він дає дозвіл на шлюб.
Канонік Крістофер Вордсворт (пізніше єпископ) Церкви Англії виступив проти законопроекту про розлучення 1857 року разом із більшістю духовенства Церкви Англії. У проповідях Вудсворта він описує повторний шлюб як перелюб.

## Подальше читання
- Coblentz, John (1992). What the Bible Says About Marriage, Divorce & Remarriage. Harrisonburg: Christian Light Publications. ISBN 9780878135448.
- Ewing, C. Clair.; Ewing, Charles Wesley (1993). Divorce-Remarriage: Re-examined Scripturally. Indianapolis: Evangelist of Truth.
- Cornes, Andrew. Divorce and Remarriage: Biblical Principles and Pastoral Practice, Grand Rapids, Mich: W.B. Eerdmans, 1993.
- Gallagher, Maggie. The Abolition of Marriage. Regnery Publishing, 1996. ISBN 0-89526-464-1ISBN 0-89526-464-1.
- Jerry Miles Humphrey (1991). A Word Of Warning On Divorce-Marriage (PDF). Minerva: Christian Printing Mission.
- Lester, David. «Time-Series Versus Regional Correlates of Rates of Personal Violence». Death Studies 1993: 529—534.
- Morowitz, Harold J. «Hiding in the Hammond Report». Hospital Practice August 1975; 39.
- Smith, David. 2000. «Divorce and Remarriage in Church History.» Didaskalia (Otterburne) 11 (2): 59–.
- Taylor, Dean (2008). What the Bible Says About Marriage, Divorce & Remarriage. Loxahatchee: New Testament Churchsource.
- Wenham, Gordon J., and William A. Heth. Jesus and Divorce  Updated ed. Carlisle: Paternoster, 2002.